# Andrés Koryzma
Andrés Ricardo Koryzma Zep (n. 17 de agosto de 1949) es un fotógrafo publicitario, ecologista y político chileno, fundador del partido Los Verdes.

## Biografía
Hijo de inmigrantes polacos, nació en Santiago de Chile en 1949, cursó sus estudios escolares en el Colegio San Ignacio El Bosque –donde fue elegido presidente del Centro de Alumnos en 1967–. Estudió psicología en la Pontificia Universidad Católica de Chile. Es padre de cinco hijos.
Desde su época universitaria se interesó en los planteos de transformación personal y social de Silo participando activamente en los diferentes proyectos y propuestas del Movimiento Humanista y en las experiencias espirituales de El Mensaje de Silo. En 1984 cofundó el movimiento «Futuro Verde» —que se caracterizó por ser el primero que realizó protestas contra la contaminación ambiental en Santiago y en defensa del medioambiente—, el cual fue legalizado en 1987 bajo la denominación de «Los Verdes». A las pocas semanas de la constitución de la Concertación de Partidos por el No, Koryzma junto a dirigentes del partido decidieron unirse a dicha coalición firmando el acta fundacional de la agrupación.
También de desempeñó como encargado de Asuntos Políticos y Sociales de la Internacional Verde. En las elecciones municipales de 1992 fue elegido concejal por la comuna de Santiago.
En mayo de 1993 asumió como segundo vicepresidente del partido Alianza Humanista Verde.
Actualmente desarrolla temas vinculados a la Escuela Siloista en Parques de Estudio y Reflexión Punta de Vacas. 

## Historial electoral

### Elecciones municipales de 1992
- Elecciones municipales de 1992, para la alcaldía de Santiago[10]

(Se consideran sólo candidatos con sobre el 1% de votos y candidatos electos como concejales, de un total de 38 candidatos)
| Candidato                    | Pacto                          | Partido | Votos  | %     | Resultado |
| ---------------------------- | ------------------------------ | ------- | ------ | ----- | --------- |
| Jaime Ravinet de la Fuente   | Concertación por la Democracia | DC      | 49 266 | 38,03 | Alcalde   |
| Herman Chadwick Piñera       | Participación y Progreso       | UDI     | 16 933 | 13,07 | Concejal  |
| Jorge Arrate Mac Niven       | Concertación por la Democracia | PS      | 14 559 | 11,24 | Concejal  |
| Arturo Alessandri Cohn       | Participación y Progreso       | ILD     | 12 750 | 9,84  | Concejal  |
| Franz Busch Porras           | Unión de Centro Centro         | UCC     | 4946   | 3,82  |           |
| Fernando Valdés Celis        | Participación y Progreso       | RN      | 4618   | 3,56  | Concejal  |
| Julio Silva Solar            | Concertación por la Democracia | PPD     | 3447   | 2,66  | Concejal  |
| Jaime Insunza Becker         | Partido Comunista              | PC      | 3294   | 2,54  |           |
| Gerardo Monckeberg Balmaceda | Participación y Progreso       | UDI     | 2125   | 1,64  |           |
| Manuel Díaz Valenzuela       | Concertación por la Democracia | DC      | 1987   | 1,53  | Concejal  |
| Mario Farías Fernández       | Concertación por la Democracia | PR      | 1984   | 1,53  | Concejal  |
| Rodolfo Fortunatti Molina    | Concertación por la Democracia | DC      | 1577   | 1,22  | Concejal  |
| Andrés Koryzma Zep           | Concertación por la Democracia | AHV     | 1551   | 1,20  | Concejal  |
| Jaime Rosso Bacovic          | Participación y Progreso       | RN      | 1330   | 1,03  |           |